# Mimostedes basilewskyi
Mimostedes basilewskyi là một loài bọ cánh cứng trong họ Cerambycidae.